# Lara Croft Go
Lara Croft Go (auch Lara Croft GO) ist ein rundenbasiertes Puzzle-Abenteuer von Square Enix, angesiedelt in der Tomb-Raider-Welt. Die Spielfigur Lara Croft wird zugweise durch spielbrettartige Level mit steigender Herausforderung geführt. Die Spielumgebung spiegelt viele Elemente aus den bisherigen Spielen der Serie wider, etwa Steinfallen oder zerbröckelndes Mauerwerk, das unter Laras Last nachgibt.
Das Spiel wurde zunächst auf der E3 2015 angekündigt und im August 2015 zunächst für Android, iOS, Windows und Windows Phone veröffentlicht, im Dezember 2016 folgten Versionen für PlayStation 4, PlayStation Vita und Steam.
Lara Croft Go erhielt größtenteils positive Kritiken, wobei besonders die ästhetische Gestaltung und die Treue zur Serie gelobt wurden.

## Spielprinzip
Jeder Level besteht aus Knotenpunkten, verbunden durch Linien. Die möglichen Laufwege sind somit größtenteils vorgegeben, es gibt aber auch in der Position veränderliche Elemente, sodass die Spielzüge vorausschauen geplant werden müssen. Abwechselnd wird die Spielfigur Lara Croft ein Feld weiterbewegt, anschließend „zieht“ die Spielumgebung: Gegner und Hindernisse bewegen oder drehen sich, begrenzt haltbare Pfade nehmen Schaden, wenn Lara sich darauf aufhält. Im Gegensatz zum Vorgänger Hitman Go, in dem nur horizontale Fortbewegung möglich war, wurde Lara Croft Go um vertikale Bewegungsmöglichkeiten erweitert, wie etwa erklimmbare Wände oder Leitern. Lara wird durch Wischen über den Touchscreen bewegt, in den Versionen für Konsole und PC erfolgt die Bewegung per Analog-Stick oder Maus (Drag and Drop).
Mit zunehmendem Spielfortschritt steigen Schwierigkeit und Umfang der Level, schrittweise werden neue Gegner, Hindernisse und Spielmechaniken eingeführt. Der Umgang damit wird dem Spieler jeweils tutorial-artig erklärt. Jedes Element hat dabei spezifische Eigenschaften und fügt sich wie ein Puzzleteil in das Spiel ein. So haben die verschiedenen Gegner unterschiedliche Bewegungsmuster, Lara setzt ihre Pistolen nur von hinten oder von der Seite ein (bei frontalen Angriffen erwischt sie der Gegner) und Speere, die weiter als ein Feld geworfen werden können, sind nur einmalig nutzbar.
In den meisten der 40, in 5 Kapitel unterteilten Level, können optionale Sammelobjekte gefunden werden. Das Spiel bietet Hinweise und zusätzliche Outfits für Lara als In-App-Käufe an. In der „Definitive-Edition“ auf Steam sind diese Features ohne zusätzliche Kosten nutzbar.

## Entwicklung
Lara Croft Go wurde von Square Enix Montreal entwickelt. Das Studio entwickelte bereits den Vorgänger Hitman Go, nachdem es aufgrund des boomenden Marktes zur Entwicklung von Mobile Games umfunktioniert wurde – zunächst war ein Triple-A-Hitman-Spiel geplant. Nach dem Erfolg von Hitman Go, in dem ebenfalls bereits die Kernelemente des Franchise zusammengefasst wurden, entschied sich das verbliebene Team um den technischen Direktor Antoine Routon, dieselben Ideen auf die Tomb-Raider-Reihe anzuwenden.
Man entschied sich jedoch schnell, Lara Croft nicht einfach auf das Hitman Go-Spielbrett zu setzen, sondern die Figur und die Umgebung ausführlicher zu gestalten und zu animieren. Zudem wählte man Laras ursprünglichen Look in lichtblauem Top und braunen Hotpants anstelle des deutlich bedeckteren Designs der jungen Lara aus dem Reboot der Tomb-Raider-Serie. Eine erzählende Story und entsprechende Zwischensequenzen wurden absichtlich weggelassen, um den Spielfluss nicht zu unterbrechen.
Die Entwicklung von Lara Croft Go basierte auf der Unity-Engine, um effizienter für verschiedene mobile Plattformen entwickeln und Ideen schneller umsetzen zu können. Das 10-köpfige Team arbeitete außerdem mit Crystal Dynamics, dem Inhaber der Markenrechte an Tomb Raider zusammen, wodurch unter anderem die verfügbaren Spieleroutfits entstanden.
Nach der Ankündigung des Spiels auf der Pressekonferenz von Square Enix während der E3 2015 erschien Lara Croft Go am 27. August 2015. Drei Monate später erschien die kostenlose Erweiterung The Shard of Life (im Deutschen „Die Höhle des Feuers“), welche das Spiel um 26 weitere Level, neue Gegner, Outfits und Sammelobjekte erweitert.

## Rezeption
Metacritic ermittelte eine aggregierte Wertung von 83 (iOS) bzw. 84 (PS4) aus 100 Punkten. Während in den Reviews fast durchgehend die optisch ansprechende Gestaltung der Spielwelt gelobt wurde, herrschte unter den Rezensenten Uneinigkeit bezüglich der Schwierigkeit: Ray Carsillo von EGM und Chloi Rad von IGN sahen wenig Herausforderung, für Andrew Reiner von Game Informer war das Spiel zum Ende hin etwas zu schwierig.
Besonders hervorgehoben wird außerdem, dass mit Lara Croft Go die aus der Tomb-Raider-Serie bekannten Elemente und die Stimmung der Spielwelt in einem Spiel zusammengefasst wurden, dass den Anforderungen an ein mobiles Gelegenheitsspiel entspricht: reduziertes Design, Runden statt Echtzeit und unkomplizierte Steuerung.

### Auszeichnungen
| Preisverleihung          | Kategorie                                | Resultat  | Datum            |
| ------------------------ | ---------------------------------------- | --------- | ---------------- |
| Apple Design Award 2016  | Spiel                                    | Gewonnen  | Juni 2016        |
| Apple’s Best of 2015     | Game of the Year                         | Gewonnen  | 2015             |
| IGN's Best of 2015       | Mobile Game of the Year                  | Gewonnen  | Januar 2016      |
| Pocket Gamer Awards 2016 | Android Game of the Year                 | Gewonnen  | 2016             |
| Pocket Gamer Awards 2016 | Overall Game of the Year                 | Gewonnen  | 2016             |
| The Game Awards 2015     | Best Mobile/Handheld Game                | Gewonnen  | 3. Dezember 2015 |
| 19. DICE Awards          | Mobile Game of the Year                  | Nominiert | 2016             |
| 19. DICE Awards          | Outstanding Achievement in Art Direction | Nominiert | 2016             |
| 19. DICE Awards          | Outstanding Achievement in Game Design   | Nominiert | 2016             |